# Blaste opposita
Blaste opposita är en insektsart som först beskrevs av Banks 1907.  Blaste opposita ingår i släktet Blaste och familjen storstövsländor. Inga underarter finns listade i Catalogue of Life.